# Pere d'Antioquia
Pere d'Antioquia (Petrus, Pétros Πέτρος) fou patriarca d'Antioquia, contemporani de Miquel Cerulari i Lleó d'Acrídia i enemic de l'església llatina occidental. Va ser proclamat patriarca el 1053.
Dos cartes de Pere són esmentades a la Monumenta Ecclesiae Graecae, de Cotelerius, vol. ii. pp. 112, 145; la primera, Epistola ad Dominicum Gradensem, i la segona Epistola ad Michaelem Cerularium.